# Élection gouvernorale de 2015 au Mississippi
 (juillet 2025).
Si vous disposez d'ouvrages ou d'articles de référence ou si vous connaissez des sites web de qualité traitant du thème abordé ici, merci de compléter l'article en donnant les références utiles à sa vérifiabilité et en les liant à la section « Notes et références ».
L'élection gouvernorale de 2015 au Mississippi a lieu le 3 novembre 2015 afin d'élire le gouverneur de l'État américain du Mississippi.
Les élections primaires des deux principaux partis ont lieu le 8 août 2015. Le gouverneur sortant républicain Phil Bryant, élu en 2011 se représente pour un second mandat. Il obtient aisément l'investiture de son parti. Du côté démocrate, l'investiture est remportée à la surprise générale par Robert Gray, nouveau en politique. Le profil de Gray, ancien conducteur de camions et ancien pompier attire l'attention sur cette campagne. 
Phil Bryant est largement réélu, en améliorant son score de 2011.

## Contexte
Le Mississippi, a été, comme la plupart des anciens États confédérés, un bastion démocrate à partir des années 1870. Durant les années 1990, il a basculé du côté républicain et est depuis considéré comme étant l'un des États les plus républicains du pays, ayant voté largement pour Mitt Romney à l'élection présidentielle américaine de 2012. Aucun gouverneur démocrate n'a été élu depuis 1999. 

## Système électoral
Le gouverneur du Mississippi est élu par un collège de grands électeurs pour un mandat de quatre ans renouvelable une seule fois. Les grands électeurs représentent chacun un des districts de la Chambre des représentants du Mississippi et le vainqueur du district remporte un grand électeur. Dans le cas où aucun candidat n'emporterait la majorité absolue des grands électeurs (62 grands électeurs sur 122), ce sont les membres de la Chambre des représentants du Mississippi qui élisent le gouverneur. 

## Primaire républicaine
Le gouverneur sortant remporte facilement l'investiture républicaine face à Mitch Young, un candidat peu connu. 

### Candidats
- Phil Bryant, gouverneur du Mississippi (depuis 2012), lieutenant-gouverneur du Mississippi (2008-2012), auditeur du Mississippi (1996-2008)
- Mitch Young

### Résultats
| Candidat | Candidat    | Voix    | %      |
| -------- | ----------- | ------- | ------ |
|          | Phil Bryant | 256 689 | 91,86  |
|          | Mitch Young | 22 738  | 8,14   |
|          |             |         |        |
| Total    | Total       | 279 427 | 100,00 |

## Primaire démocrate
À la suite du refus des figures démocrates de l'État de se présenter, les trois candidats à la primaire sont tous issus de la société civile et aucun d'entre eux n'avait auparavant occupé de fonctions politiques. C'est Robert Gray qui décroche l'investiture.

### Candidats
- Robert Gray, ancien pompier et ancien conducteur de camions
- Valerie Short, médecin
- Vicki Slater, avocate

### Résultats
| Candidat | Candidat      | Voix    | %      |
| -------- | ------------- | ------- | ------ |
|          | Robert Gray   | 152 087 | 50,80  |
|          | Vicki Slater  | 91 104  | 30,43  |
|          | Valerie Short | 56 177  | 18,77  |
|          |               |         |        |
| Total    | Total         | 299 368 | 100,00 |

## Sondages

### Prédictions
| Institut                  | Prédiction           |
| ------------------------- | -------------------- |
| The Cook Political Report | Sûrement Républicain |
| Inside Elections          | Sûrement Républicain |
| Sabato's Crystal Ball     | Sûrement Républicain |

### Bryant vs. Short
| Institut    | Date       | Bryant (Républicain) | Short (Démocrate) | O'Hara (Réforme) | Autre/Indécis |
| ----------- | ---------- | -------------------- | ----------------- | ---------------- | ------------- |
| Institut    | Date       |                      |                   |                  | Autre/Indécis |
| Mason-Dixon | 23/04/2015 | 63 %                 | 28 %              | 3 %              | 6 %           |

### Bryant vs. Slater
| Institut    | Date       | Bryant (Républicain) | Slater (Démocrate) | O'Hara (Réforme) | Autre/Indécis |
| ----------- | ---------- | -------------------- | ------------------ | ---------------- | ------------- |
| Institut    | Date       |                      |                    |                  | Autre/Indécis |
| Mason-Dixon | 23/04/2015 | 61 %                 | 30 %               | 2 %              | 7 %           |

## Résultats
| Candidat | Candidat     | Parti       | Vote populaire | Vote populaire | Vote populaire | Collège électoral | Collège électoral |
| Candidat | Candidat     | Parti       | Voix           | %              | +/-            | Voix              | +/-               |
| -------- | ------------ | ----------- | -------------- | -------------- | -------------- | ----------------- | ----------------- |
|          | Phil Bryant  | Républicain | 480 399        | 66,24          | 5,26           | 85                | 3                 |
|          | Robert Gray  | Démocrate   | 234 858        | 32,38          | 6,64           | 37                | 3                 |
|          | Shawn O'Hara | Réforme     | 9 950          | 1,38           | 1,38           |                   |                   |
|          |              |             |                |                |                |                   |                   |
| Total    | Total        | Total       | 725 207        | 100,00         | en stagnation  | 122               | en stagnation     |